# Hercostomus zhejiangense
Hercostomus zhejiangense är en tvåvingeart som först beskrevs av Yang 1997.  Hercostomus zhejiangense ingår i släktet Hercostomus och familjen styltflugor. Inga underarter finns listade i Catalogue of Life.